# Tím
 #8000FF 
Màu tím (tiếng Anh:purple hoặc là violet được gọi thế theo màu hoa của cây violet) chỉ tới một hỗn hợp các màu xanh da trời ánh đỏ hay màu tía ánh xanh. Trên thực tế, nó chỉ tới màu của ánh sáng ở bước sóng ngắn gần cuối của quang phổ. Nếu tính cả màu chàm (indigo), bước sóng của chúng nằm trong khoảng 420-380 nanomét.
Vi-ô-lê xuất phát từ tiếng Pháp, được gọi như vậy theo màu hoa của cây violet.
Màu violet thường được cảm nhận với nhiều sắc thái xanh lam hơn so với màu tía, và thường có cường độ nhạt hơn. Trong khi đó màu tía có cảm giác đỏ nhiều hơn.

## Trong quang phổ
Màu tím nằm trong dải các màu xanh lam ánh đỏ hay màu tía ánh xanh lam.
Nó là màu của ánh sáng ở bước sóng ngắn gần cuối của quang phổ. Nếu tính cả màu chàm (indigo), bước sóng của chúng nằm trong khoảng 380 đến 420 nanômét.
Các bước sóng này khó có thể tái tạo trên màn hình máy tính. Ta có thể nhìn thấy bước sóng này bằng cách nhìn ánh sáng phản chiếu từ các rãnh phản quang trên mặt đĩa CD (đĩa quang).
Màu tím và màu hồng là màu của bi số 4 (bi trơn) và bi số 12 (bi sọc) trong pool.

## Các sắc thái
#8F00FF 
 #EE82EE 

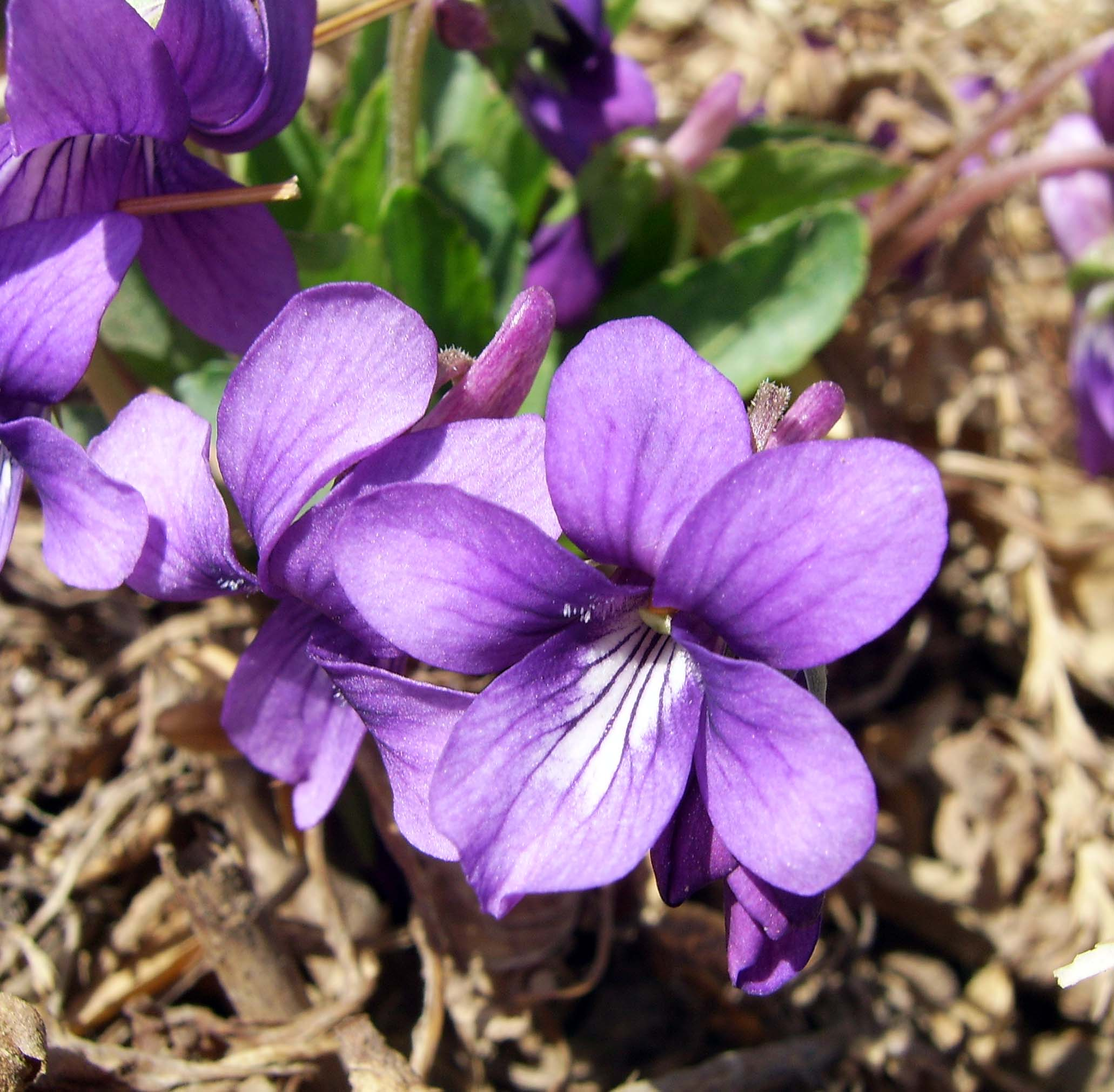
[width in number of pixels]px

- Màu hoa oải hương (lavender) - thông thường là (RGB: 230, 230, 250)
- Màu hoa cà (lilac) - thông thường là (RGB: 200, 162, 200)

Các sắc thái của màu tím